# 马尔丁省
马尔丁省是位于土耳其南部、与叙利亚接壤的一个省，9,097km2，首府位于马尔丁。

## 行政區劃
马尔丁省被劃分為10個區，分別為：
- 達爾蓋奇特
- 代里克
- 基兹尔泰普，第二大城市
- 马尔丁：首府
- 马泽达厄
- 米迪亞特
- 努赛宾：又譯努薩賓
- Ömerli
- 薩武爾
- 耶希利